# 워싱턴 육군 군관구
미국 육군 워싱턴 군관구(United States Army Military District of Washington (USAMDW)는 워싱턴 D.C. 포트 레슬리 J. 맥네어에 본부를 두고 있는 미국 육군의 수도권 관구이다. 표어는 "Haec Protegimus→우린 이곳을 지킨다".

## 역사

### 근원
워싱턴 군관구는 남북 전쟁 당시 1861년 4월 10일에 지금의 워싱턴 군관구, 버지니아 알렉산드리아, 매릴랜드주 포트 워싱턴을 포함한 지역이었다. 1863년 2월 2일부터 1965년 6월 27일까지 북군 워싱턴 지부 예하 제22군단의 지역대가 되었고, 1869년에 폐지되었다.

### 현대
1921년, 전쟁부가 MDW를 다시 만들었다. 매릴랜드주의 포트 워싱턴, 버지니아주의 포트 헌트와 포트 마이어를 관할 시설로 지정하였다.
2020년 9월 28일, 장병회복부대가 여단으로 재편성되었다.

## 소속 조직

### 예하
- The Army Aviation Brigade (TAAA)→육군항공여단 - 버지니아주, 포트 벨보어
  - 제12항공대대
    - 제911공병중대

  - 중요항공수송대 (USAPAT)
    - 유럽 지역 비행분견대, 람슈타인 공군기지
    - 태평양 비행분견대, 히캄 공군기지
- 제3보병연대 "The Old Guard" - 버지니아주, 포트 마이어
- 미국 육군 군악대(영어판) "Pershing's Own" - 버지니아주, 포트 마이어
- 미국 육군 야전군악대(영어판) - 매릴랜드주, 포트 조지 G. 미드
- 미국 육군 수송국 (USATA) - 워싱턴 D.C..
- 장병회복여단 (SRB-NCR) - 버지니아주, 포트 벨보어
- 미국 육군 의무부처 - 매릴랜드주 포트 조지 G. 미드
  - 킴브로 외래진료원
- 합동방공작전센터 (JADOC)

### 작전통제
- 포트 A.P. 힐, 버지니아주
- 포트 마이어 (마이어-헨더슨 홀 합동기지) - 버지니아주
  - 포트 레슬리 J. 맥네어
- 포트 벨보어, 버지니아주 마운트 버넌
- 포트 해밀턴, 뉴욕 브룩클린
- 포트 조지 G. 미드, 메릴랜드주
  - 제24군사경찰분견대
    - 제2대량파괴무기분견대

  - 리반나 기지(Rivanna Station)
    - FBVA 북부지역

  - 제212군사경찰분견대

## 같이 보기
- 워싱턴 해군 지구(영어판) (NDW)
- 워싱턴 공군 지구(영어판) (AFDW)
- 해병대 수도권사령부 (Marine Corps National Capital Region Command)
- 해안경비대 제5지구 (Coast Guard District 5)

## 참고
1. ↑  “Warrior Transition Units become Soldier Recovery Units” (영어). United States Army Public Affairs Office. 2020년 9월 28일. 2020년 11월 8일에 확인함.